# Junior Watson
Junior Watson (* jako Michael Watson) je americký bluesový kytarista a zpěvák, který spolupracoval s mnoha hudebníky, z nichž nejznámější byli například Canned Heat.

## Diskografie
- Big Al Blake & The Hollywood Fats Band - Mr. Blake's Blues - 1997
- Bishop / Milite - North South East West - 2004 (s JW-Jones, Mark Hummel a Gary Primich)
- Brenda Burns - A Song Away From You - 1997
- Canned Heat - Reheated - 1988
- Canned Heat - Burning Live - 1991
- Canned Heat - Live in Australia - 1993
- Canned Heat - Internal Combustion - 1994
- Canned Heat Blues Band - Canned Heat Blues Band - 1997
- Chicago Flying Saucers - Live - 1997
- William Clark - Can't You Hear Me Calling - 1983
- William Clark - Tip of The Top - 1986
- Teisco Del Rey - The Many Moods Of - 1992
- Johnny Dyer - Johnny Dyer & The L.A. Jukes - 1983
- James Harman - Thank You Baby - 1983
- James Harman - Extra Napkins - 1988
- James Harman – More Napkins Please – 2000
- Mark Hummel - Hard Loving - 1992
- John Juke Logan - The Chill - 1993
- Lynwood Slim - Lost in America - 1991
- Lynwood Slim & Junior Watson - Back To Back - 1998
- The Mighty Flyers - Radio Active Material - 1981
- Janiva Magness & Jeff Turmes - It Takes One to Know One - 1997
- The Mighty Flyers - File Under Rock - 1984
- The Mighty Flyers - From the Start to the Finish - 1985
- The Mighty Flyers - Undercover - 1988
- Charlie Musselwhite - In My Time - 1993
- Charlie Musselwhite - Rough News - 1997
- Rod Piazza - Harp Burn - 1985
- Project Sampler - The Blues You Just Would Hate To Lose - 1991
- Snooky Pryor – In This Mess Up To My Chest – 2000
- Rob Rio - Banking on the Boogie - 1992
- Rob Rio - Fine Young Girl - 1994
- Rob Rio - Swing Train - 1996
- Sonny Rhodes - I Don't Want My Blues Colored Bright - 1976
- Jimmy Rogers - Feeling Good - 1985
- Andy Santana - Swingin', Rockin', Jumpin', & Jivin'  - 1998
- Shakey Jake Harris - The Key Won't Fit - 1983
- George Harmonica Smith - Boogie'n With George - 1982
- Bill Stuve - Big Noise - 1990
- Nick Trill – Juggling The Blues
- Junior Watson - Long Overdue - 1987
- Junior Watson/Lynwood Slim - Back to Back - 1998
- Kim Wilson - Tiger Man - 1993
- Kim Wilson- That's Life - 1994
- Kim Wilson - My Blues - 1997
- Kid Ramos – West Coast House Party - 2000
- Gary Smith - Blues For Mr B - 2001
- Hollywood Fats Band, Live
- Junior Watson - If I Had A Genie - 2002
- John Nemeth Feat. Junior Watson - Come and Get It - 2004
- Mitch Kashmar Feat. Junior Watson - Nickels & Dimes - 2005
- Mitch Kashmar - Wake Up & Worry - 2006
- Billy Watson - Blowin' Crow - 2007
- Candye Kane - Guitar'd and Feathered - 2007
- John Nemeth - Magic Touch - 2007
- JW-Jones - Bluelisted - 2008
- Billy Watson - Lucky 7 - 2009